# Reactor de IV generació
Els reactors de la IV generació (Gen IV) són tecnologies de disseny de reactors nuclears que es preveuen com a successors dels reactors de la tercera generació. El Fòrum Internacional Generació IV (GIF) –una organització internacional que coordina el desenvolupament de reactors de generació IV– va seleccionar específicament sis tecnologies de reactors com a candidates per a reactors de generació IV. Els dissenys tenen com a objectiu millorar la seguretat, la sostenibilitat, l'eficiència i el cost. L'Associació Nuclear Mundial el 2015 va suggerir que alguns podrien entrar en funcionament comercial abans del 2030.
No existeix una definició precisa de reactor de quarta generació. El terme es refereix a les tecnologies de reactors nuclears en desenvolupament a partir d'aproximadament l'any 2000, i els dissenys dels quals estaven destinats a representar "la forma futura de l'energia nuclear", almenys en aquell moment. Els sis dissenys seleccionats van ser: el reactor ràpid refrigerat per gas (GFR), el reactor ràpid refrigerat per plom (LFR), el reactor de sal fosa (MSR), el reactor ràpid refrigerat per sodi (SFR), el refrigerat per aigua supercrítica. reactor (SCWR) i el reactor d'alta temperatura (VHTR).
La majoria dels reactors en funcionament a tot el món es consideren sistemes de reactors de segona i tercera generació, ja que la majoria dels sistemes de primera generació s'han retirat. Des del 2021, la Xina és el primer país a operar un reactor de demostració de generació IV, l'HTR-PM a la província de Shandong del tipus llit de còdols. (Mentrestant, els reactors de la Generació V són purament teòrics i encara no es consideren factibles). Segons els mitjans estatals xinesos, la Xina va començar les operacions comercials a l'HTR-PM el desembre de 2023, cosa que el convertiria en el primer reactor Gen IV del món a entrar en funcionament comercial.
El reactor ràpid de sodi ha rebut la part més gran de finançament que dona suport a les instal·lacions de demostració. Moir i Teller consideren que el reactor de sal fosa, una tecnologia menys desenvolupada, té potencialment la seguretat inherent més gran dels sis models.
Els dissenys de reactors de molt alta temperatura funcionen a temperatures molt més altes que les generacions anteriors. Això permet l'electròlisi a alta temperatura o el cicle sofre-iode per a la producció eficient d'hidrogen i la síntesi de combustibles neutres en carboni.

## Fòrum Internacional Generació IV
El Fòrum Internacional de la IV Generació (GIF) és una organització internacional amb el seu objectiu declarat "el desenvolupament de conceptes per a un o més sistemes de la IV generació que es puguin llicenciar, construir i operar d'una manera que proporcioni un subministrament fiable i a un preu competitiu. d'energia... alhora que s'aborden satisfactòriament les preocupacions sobre seguretat nuclear, residus, proliferació i percepció pública". Coordina el desenvolupament de tecnologies GEN IV. Ha estat fonamental per coordinar la investigació dels sis tipus de reactors de la IV generació i per definir l'abast i el significat del mateix terme.
A partir del 2021, els membres actius inclouen: Austràlia, Canadà, Xina, la Comunitat Europea de l'Energia Atòmica (Euratom), França, Japó, Rússia, Sud-àfrica, Corea del Sud, Suïssa, el Regne Unit i els Estats Units. Els membres no actius inclouen Argentina i Brasil.

## Tipus de reactors
Molts tipus de reactors es van considerar inicialment; Aleshores, la llista es va refinar per centrar-se en les tecnologies més prometedores. Tres sistemes són nominalment reactors tèrmics i tres són reactors ràpids. El reactor de temperatura molt alta (VHTR) pot proporcionar calor de procés d'alta qualitat. Els reactors ràpids ofereixen la possibilitat de cremar actínids per reduir encara més els residus i poden generar més combustible del que consumeixen. Aquests sistemes ofereixen avenços significatius en sostenibilitat, seguretat i fiabilitat, economia, resistència a la proliferació i protecció física.

### Reactors tèrmics

Reactor a molt alta temperatura

Un reactor tèrmic és un reactor nuclear que utilitza neutrons lents o tèrmics. S'utilitza un moderador de neutrons per frenar els neutrons emesos per la fissió per fer-los més propensos a ser capturats pel combustible.

#### Reactor de molt alta temperatura (VHTR)

Reactor de sal fosa (MSR)

El reactor de temperatura molt alta (VHTR) utilitza un nucli moderat amb grafit amb un cicle de combustible d'urani d'una vegada, utilitzant heli o sal fosa. Aquest disseny del reactor preveu una temperatura de sortida de 1.000 °C. El nucli del reactor pot ser un disseny de bloc prismàtic o de llit de còdols. Les altes temperatures permeten aplicacions com ara la producció de calor de procés o hidrogen mitjançant el procés termoquímic del cicle sofre-iode.
El reactor de temperatura molt alta (VHTR) utilitza un nucli moderat amb grafit amb un cicle de combustible d'urani d'una vegada, utilitzant heli o sal fosa. Aquest disseny del reactor preveu una temperatura de sortida de 1.000 °C. El nucli del reactor pot ser un disseny de bloc prismàtic o de llit de còdols. Les altes temperatures permeten aplicacions com ara la producció de calor de procés o hidrogen mitjançant el procés termoquímic del cicle sofre-iode.

#### Reactor de sal fosa (MSR)
Un reactor de sal fosa (MSR) és un tipus de reactor on el refrigerant primari o el propi combustible és una barreja de sal fosa. Funciona a alta temperatura i baixa pressió.
Un reactor de sal fosa (MSR) és un tipus de reactor on el refrigerant primari o el propi combustible és una barreja de sal fosa. Funciona a alta temperatura i baixa pressió.

Reactor refrigerat per aigua supercrític (SCWR)

La sal fosa es pot utilitzar per a reactors tèrmics, epitèrmics i ràpids. Des del 2005, l'atenció s'ha centrat en els MSR d'espectre ràpid (MSFR).

#### Reactor refrigerat per aigua supercrític (SCWR)
El reactor d'aigua supercrítica (SCWR) és un concepte de reactor d'aigua de moderació reduïda. Com que la velocitat mitjana dels neutrons que causen la fissió dins del combustible és més ràpida que la dels neutrons tèrmics, s'anomena amb més precisió un reactor epitèrmic que un reactor tèrmic. Utilitza aigua supercrítica com a fluid de treball. Els SCWR són bàsicament reactors d'aigua lleugera (LWR) que funcionen a pressió i temperatures més altes amb un cicle directe d'intercanvi de calor d'una vegada. Com es preveu habitualment, funcionaria en un cicle directe, com un reactor d'aigua bullint (BWR). Com que utilitza aigua supercrítica (que no s'ha de confondre amb la massa crítica) com a fluid de treball, només tindria una fase aquosa. Això fa que el mètode d'intercanvi de calor sigui més semblant a un reactor d'aigua a pressió (PWR). Podria funcionar a temperatures molt més altes que les actuals PWR i BWR.

### Reactors ràpids
Un reactor ràpid utilitza directament neutrons de fissió sense moderació. Els reactors ràpids es poden configurar per "cremar", o fissionar, tots els actínids, i donar-li temps suficient, per tant, reduir dràsticament la fracció d'actínids en el combustible nuclear gastat produït per l'actual flota mundial de reactors d'aigua lleugera de neutrons tèrmics, tancant així el cicle del combustible. Alternativament, si es configuren de manera diferent, poden generar més combustible d'actínids del que consumeixen.

Reactor ràpid refrigerat per gas (GFR)

#### Reactor ràpid refrigerat per gas (GFR)
El reactor ràpid refrigerat per gas (GFR) presenta un espectre de neutrons ràpids i un cicle de combustible tancat. El reactor està refrigerat per heli. La seva temperatura de sortida és de 850 °C. Mou el reactor de temperatura molt alta (VHTR) a un cicle de combustible més sostenible. Utilitza una turbina de gas de cicle Brayton directe per a una alta eficiència tèrmica. S'estan considerant diverses formes de combustible: combustible ceràmic compost, partícules de combustible avançades o compostos d'actínids revestits de ceràmica. Les configuracions del nucli inclouen conjunts de combustible basats en pins o plaques o blocs prismàtics.

#### Reactor ràpid refrigerat per sodi (SFR)

Disseny de piscina Reactor ràpid refrigerat per sodi (SFR)

Els reactors ràpids refrigerats per sodi (SCFR) han estat operats en diversos països des dels anys vuitanta.
Els dos reactors ràpids refrigerats amb sodi més grans es troben a Rússia, el BN-600 i el BN-800 (880 MWe bruts). Aquestes centrals nuclears s'estan utilitzant per oferir experiència operativa i solucions tecnològiques que s'aplicaran a la construcció del BN-1200 (OKBM Afrikantov primer reactor Gen IV). El més gran mai operat va ser el reactor francès Superphenix amb més de 1200 MW e, que va funcionar amb èxit abans del desmantellament el 1996. A l'Índia, el Fast Breeder Test Reactor (FBTR) va assolir la seva criticitat l'octubre de 1985. El setembre de 2002, l'eficiència de consum de combustible a l'FBTR va assolir per primera vegada la marca de 100.000 megawatt-dia per tona mètrica d'urani (MWd/MTU). Això es considera una fita important en la tecnologia dels reactors reproductors de l'Índia. Amb aquesta experiència, s'està construint el Prototype Fast Breeder Reactor, un reactor ràpid refrigerat amb sodi de 500 MWe amb un cost de 5.677 milions de rupies (~ 900 milions de dòlars). Després de nombrosos retards, el govern va informar el març de 2020 que el reactor podria estar operatiu el desembre de 2021. El PFBR havia de ser seguit per sis reactors de reproducció ràpida comercials (CFBR) més de 600 MWe cadascun.